# Koryciany
Koryciany (prononciation : [kɔrɨˈt͡ɕanɨ]) est un village polonais de la gmina de Paprotnia dans le powiat de Siedlce de la voïvodie de Mazovie dans le centre-est de la Pologne.
Il se situe à environ 3 km au sud-est de Paprotnia (siège de la gmina), 21 km au nord-est de Siedlce (siège du powiat) et à 103 km à l'est de Varsovie (capitale de la Pologne).
Le village comptait approximativement une population de 105 habitants en 2010.

## Histoire
De 1975 à 1998, le village appartenait administrativement à la voïvodie de Siedlce.

Depuis 1999, il appartient administrativement à la voïvodie de Mazovie